# Kassa (mansa)
Pour les articles homonymes, voir Kassa.
Kassa ou Qasa, dans la tradition orale également connu sous le nom de Kamba, est un mansa qui ne règne que neuf mois sur l'empire du Mali. Il succède à son père, Suleiman. Une guerre civile éclate après la mort de son père, menée par Mari Diata. Il remporte la guerre et succède à Kassa à la fin de l'année 1360.
Charles Monteil suggère que Kassa est le fils de la première épouse principale de Suleiman, elle-même nommée Kassa, en raison de la pratique de la matronymie. Nehemia Levtzion (en) considère cela comme peu probable, car un nom matronymique combine le nom de la mère et le nom du fils, comme dans Kanku Musa, « Musa fils de Kanku », plutôt que d'être le nom de la mère seul, et de plus, qasā signifie « reine » et est probablement le titre de l'épouse de Suleiman, pas son nom personnel. Le nom de Mansa Qasa est également écrit sous les formes Fanbā, Qanbā ou Qanbatā dans certains manuscrits, et peut donc ne pas être lié à l'épouse de Sulayman, Qasa. Michael Gomez émet l'hypothèse que Kassa, le prétendu fils de Suleiman, et Kassa, sa première épouse, ne font qu'une seule et même personne. Il suggère qu'elle gouverne de son propre chef ou qu'elle endosse le rôle de régente car la succession ne peut se faire immédiatement.